# Quadro con bordo bianco
Quadro con bordo bianco è un dipinto a olio su tela (140,3x200,3 cm) realizzato nel 1913 dal pittore Vasily Kandinsky. È conservato nel Guggenheim Museum di New York.
La tela è stata esposta a Berlino nel primo Salone autunnale tedesco del 1913.